# جائزة ألمانيا الكبرى 1996
جائزة ألمانيا الكبرى 1996 هو سباق فورمولا 1 أقيم بتاريخ 28 يوليو 1996 في حلبة هوكنهايم، بادن-فورتمبيرغ، ألمانيا. كان الحادي عشر من أصل 16 في بطولة العالم لسباقات الفورمولا واحد موسم 1996. فاز بالسباق البريطاني دايمون هيل وجاء الفرنسي جان إليزي ثانيا والكندي جاك فيلنوف ثالثا.